# Districtul Abadla
Abadla este un district din provincia Béchar, Algeria.